# Joy Mangano
Joy Mangano (Brooklyn, 15 de febrero de 1956) es una inventora y empresaria estadounidense.
Hija de Rudy Mangano, italo-estadounidense. Estudió en la Universidad Paso. Es propietaria de un negocio familiar y conocida por haber inventado la fregona milagrosa (Miracle Mop) y las Perchas Huggable (Huggable Hangers), la aplicación diaria de productos para los diseñadores. En 1999 se asoció con la cadena de televisión Home Shopping Network para la prestación de sus patentes.
En 1978 contrajo matrimonio con Anthony Miranne, de quien se divorció en 1989; es madre de tres hijos Jacqueline, Robert y Christie Miranne.
En 2015 se estrenó una película inspirada en su vida llamada Joy dirigida por David O. Russell y protagonizada por Jennifer Lawrence.
Lawrence ganó el Globo de oro a la mejor actriz de comedia o musical y fue nominada a los Premios Óscar como mejor actriz por su personificación de Joy.